# نيكولاس آدامز
نيكولاس آدامز (1 مارس 1967 في المملكة المتحدة - )  (بالإنجليزية: Nicholas Adams)‏ هو لاعب كريكت بريطاني. لعب مع Cambridgeshire County Cricket Club ‏ والمقاطعات الوطنية للكريكيت الإنجليزي والويلزي ‏ وNorfolk County Cricket Club ‏.

## وصلات خارجية
- نيكولاس آدامز على موقع إي آس بي آن كريك إنفو (الإنجليزية)